# Municipio de Antioch (condado de Hot Spring)
El municipio de Antioch (en inglés: Antioch Township) es un municipio ubicado en el condado de Hot Spring en el estado estadounidense de Arkansas. En el año 2010 tenía una población de 432 habitantes y una densidad poblacional de 11,66 personas por km².

## Geografía
El municipio de Antioch se encuentra ubicado en las coordenadas 34°18′31″N 92°59′33″O / 34.30861, -92.99250. Según la Oficina del Censo de los Estados Unidos, el municipio tiene una superficie total de 37.06 km², de la cual 37,06 km² corresponden a tierra firme y (0 %) 0 km² es agua.

## Demografía
Según el censo de 2010, había 432 personas residiendo en el municipio de Antioch. La densidad de población era de 11,66 hab./km². De los 432 habitantes, el municipio de Antioch estaba compuesto por el 98,15 % blancos, el 0,23 % eran asiáticos y el 1,62 % eran de una mezcla de razas. Del total de la población el 0,93 % eran hispanos o latinos de cualquier raza.